# Henryk Nowosielski
Henryk Nowosielski (ur. 30 kwietnia 1895, zm. 18 czerwca 1920 w Grodziance) – podporucznik artylerii Wojska Polskiego, działacz niepodległościowy.

## Życiorys
Urodził się 30 kwietnia 1895 w rodzinie Władysława h. Sas (1849–1928) i Władysławy Pawlusiewicz h. Dołęga primo voto Daszkiewicz (ok. 1851–1930). Był przyrodnim bratem żołnierzy Legionów Polskich: Dionizego (ur. 1880), chorążego, odznaczonego Krzyżem Niepodległości oraz Krzyżem Walecznych i Karola (1886–1928), pośmiertnie odznaczonego Krzyżem Niepodległości. W roku szkolnym 1913/14 uczęszczał razem z Zygfrydem Grossem i Marianem Kauferem do klasy Va c. k. Wyższej Szkoły Realnej w Stanisławowie.
W sierpniu 1914 wstąpił do Legionów Polskich. Służył kolejno w 1. baterii „górskiej”, 3. baterii polowej i 2. baterii polowej 1 pułku artylerii. Walczył w Karpatach, w Besarabii i na Wołyniu. 2 października 1915 leczył się w szpitalu prof. Odo Bujwida w Krakowie. Wiosną 1917 wykazany jako kapral we wniosku komendy 1 pułku artylerii o odznaczenie austriackim Krzyżem Wojskowym Karola.
Po odzyskaniu niepodległości służył w Wojsku Polskim. 17 lipca 1919 został mianowany z dniem 1 lipca 1919 podporucznikiem w artylerii. Służył wówczas w 2 pułku artylerii górskiej (później przemianowanym na 6 pułk artylerii polowej). Zmarł 18 czerwca 1920 w Grodziance (obecnie wieś w rejonie osipowickim Białorusi), w następstwie wypadku.
19 stycznia 1921 został zatwierdzony z dniem 1 kwietnia 1920 w stopniu porucznika, w artylerii, w grupie oficerów byłych Legionów Polskich.

## Ordery i odznaczenia
- Krzyż Niepodległości – pośmiertnie 16 marca 1933 „za pracę w dziele odzyskania niepodległości”[21][2][22]
- Krzyż Walecznych – pośmiertnie 23 czerwca 1923 „za czyny orężne w bojach byłego 1 pułk artylerii Leg.”[23]